# Abiell Whichello
Abiell Whichello (1683 - 1747) fou un compositor de cançons molt popular a principis del segle xviii. S'ignora la data i lloc de naixement, suposant-se que degué ser italià anglicitzat. Organista i mestre de clave, segons els crítics de l'època reunia al seu talent d'executant en tots els instruments de tecla un extraordinari gust per a compondre. Vers l'any 1720 publicà un editor de Londres un llibre de tocates d'aquest autor, titulat Lessons for the Harpsichord, or Spinel, i el 1730 la cantata Apollo and Daphine. Una altra obra d'aquestes, Vertummus and Pomona i moltes cançons, foren publicades en la Musical Miscellany, de Watt (1729-1731), i en Musical Entertainer, de Bickham (1737). Una d'aquestes cançons, Contentment, va sobreviure molts anys en el gust dels filharmònics anglesos.